# Jakub Uličník
Jakub Uličník (* 16. června 1982 Kroměříž) je český divadelní herec a člen skupiny All X.
Po absolvování Konzervatoře Brno vystudoval v roce 2006 muzikálové herectví na Divadelní fakultě Janáčkovy akademie múzických umění v Brně. Od 1. srpna 2008 má stálé angažmá v Městském divadle Brno
Jeho ženou je podnikatelka Kateřina Uličník, se kterou má dvě dcery: Rozálii (* 2013) a Anastázii (* 2015). Spolu provozují restauraci Středověká krčma v Brně.

## Role vMěstském divadle Brno
- Bubulja – Cikáni jdou do nebe
- Riff – West Side Story
- Josef – Josef a jeho úžasný pestrobarevný plášť
- Kejchal – Sněhurka a sedm trpaslíků
- Petr – Jesus Christ Superstar
- Marius – Les Misérables (Bídníci)
- Michael – Čarodějky z Eastwicku (muzikál)
- Seymour – Kvítek z horrroru
- Biondello – Zkrocení zlé ženy
- Dave Bukatinsky – Donaha!
- Nemotorus – Let snů LILI
- Potentát, Miladin manžel – Šakalí léta